# Пикар, Мари-Жорж
Мари́-Жорж Пика́р (фр. Marie-Georges Picquart; 6 сентября 1854, Страсбург — 18 января 1914, Амьен) — французский военный и государственный деятель, военный министр Французской республики (1906—1909), дивизионный генерал; главный участник разоблачения дела Дрейфуса.

## Биография
Выпускник военной школы Сен-Сир (1872). Преподавал в парижской Высшей военной школе (École supérieure de guerre), где одним из его курсантов был капитан Альфред Дрейфус (1890).
Назначенный начальником военной контрразведки, полковник Пикар обнаружил и доказал, что автором инкриминируемого Дрейфусу так называемого «бордеро» (перечня секретных документов, предлагаемых к передаче германскому посольству) был не он, а некий майор Фердинанд Эстерхази, и уличил своего сотрудника полковника Юбера Анри в фабрикации подложных доказательств вины Дрейфуса. Пикар упорно настаивал на пересмотре дела Дрейфуса и виновности Эстерхази, именно он снабдил Эмиля Золя необходимыми фактами для написания знаменитой статьи «J'accuse!», положившей начало борьбе за оправдание Дрейфуса, за что был сначала снят с должности и переведен в Тунис, а затем обвинён в измене, лишён воинского звания и арестован.
После помилования Дрейфуса Пикар был с почётом восстановлен на службе, время увольнения из армии и тюремного заключения было зачтено ему в выслугу лет для получения очередного воинского звания.
Впоследствии стал дивизионным генералом; в 1906 году вошёл в состав правительства Клемансо, заняв пост военного министра.
Дивизионный генерал Мари-Жорж Пикар погиб в результате несчастного случая — падения с лошади, когда находился в Пикардии. В своём втором кабинете (1917—1920), сформированном уже после гибели генерала Пикара, премьер-министр Клемансо никем не стал его заменять, оставив пост военного министра за собой.

## «Полковник Пикар» в литературе и кинематографии
Мари-Жорж Пикар стал главным героем романа Роберта Харриса «Офицер и шпион», посвящённого делу Дрейфуса; от его имени ведётся повествование. В одноименной экранизации Романа Полански образ полковника Пикара воплотил на экране Жан Дюжарден.